# Click!
Click! – polski dwutygodnik, a następnie miesięcznik  wydawany do marca 2009 roku przez wydawnictwo Bauer poświęcony grom komputerowym, technice oraz szeroko rozumianej rozrywce, prowadzony od 2000 roku przez Aleksandrę „Krupik” Cwalinę. Od 2001 – już pod redakcją Piotra „Froggera” Moskala i Jacka „Randalla” Piekary – Click! zamienił się w miesięcznik dla graczy. W 2005 roku niespodziewanie zwolniono cały dotychczasowy zespół redakcyjny i czasopismo przeniesiono do Wrocławia. Nowym naczelnym został Tymon „Naczo” Smektała. W 2008 wizerunek pisma uległ zmianie – stało się ono o bardziej poważne, przypominając nieco Komputer Świat Gry.
W 2009 roku ze względów ekonomicznych (spadku sprzedaży egzemplarzowej, jak i kryzysu na rynku reklamy) wydawnictwo zawiesiło tytuł. Ostatnim wydaniem był 4/2009 (sprzedaż ok. 30 587 egz. przy nakładzie 74 900 egz.), a przygotowany przez redakcję numer 5/2009 został opublikowany tylko na stronie WWW w formie elektronicznej.
W magazynie publikowali m.in. Andrzej Cwalina, Artur Dąbrowski, Jacek Goliatowski, Krzysztof Grudzień, Maciej Jurewicz, Krzysztof Kłosowski, Jacek Komuda, Maciej Kuc, Piotr Lewandowski, Grzegorz Młodawski, Artur Okoń, Andrzej Sitek, Marcin Sołtys, Maciej Waszkiewicz, Rafał Wieliczko, Krzysztof Adamczyk, Michał „Krooger” Cichy, Michał „Joel” Zacharzewski, Dawid Muszyński, Agnieszka Trzebska, Piotr Młyński, Tomasz Kowalski, Jacek Piekara, Piotr Moskal.
Warszawska redakcja magazynu wydawała również dwumiesięcznik „Fantasy” z red. merytorycznym Jackiem Piekarą oraz „Click! Konsole” pod redakcją Michała „Krooger” Cichy. Czasem ukazywały się także tematyczne numery „Clicka!”, poświęcone np. Harry’emu Potterowi lub grze Half-Life 2.
Do magazynu dołączane były:
- płyta z pełnymi wersjami i demami gier (na początku na nośniku CD, później DVD, a na samym końcu na DVHD),
- seria Click! Klasyki poświęcona najlepszym grom komputerowym w historii,
- drobne gadżety jak naklejki, plakaty czy pocztówki.

## Nakład
Rozpowszechnianie płatne (kolor zielony), średni nakład jednorazowy (kolor zielony + niebieski).